# Europeiska inomhusmästerskapen i friidrott 2023 – Herrarnas 4 × 400 meter stafett
Herrarnas 4 × 400 meter stafett vid europeiska inomhusmästerskapen i friidrott 2023 avgjordes mellan den 5 mars 2023 på Ataköy Athletics Arena i Istanbul i Turkiet.

## Medaljörer
| Guld                                                           | Silver                                                                     | Brons                                                                           |
| Belgien Dylan Borlée Alexander Doom Kevin Borlée Julien Watrin | Frankrike Gilles Biron Téo Andant Victor Coroller Muhammad Abdallah Kounta | Nederländerna Isayah Boers Isaya Klein Ikkink Ramsey Angela Liemarvin Bonevacia |

## Rekord
| Innan tävlingens start fanns följande rekord | Innan tävlingens start fanns följande rekord                     | Innan tävlingens start fanns följande rekord | Innan tävlingens start fanns följande rekord | Innan tävlingens start fanns följande rekord |
| -------------------------------------------- | ---------------------------------------------------------------- | -------------------------------------------- | -------------------------------------------- | -------------------------------------------- |
| Världsrekord                                 | USA Amere Lattin Obi Igbokwe Jermaine Holt Kahmari Montgomery    | 3.01,51                                      | Clemson, USA                                 | 9 februari 2019                              |
| Europeiskt rekord                            | Polen Karol Zalewski Rafał Omelko Łukasz Krawczuk Jakub Krzewina | 3.01,77                                      | Birmingham, Storbritannien                   | 4 mars 2018                                  |
| Mästerskapsrekord                            | Belgien Julien Watrin Dylan Borlée Jonathan Borlée Kévin Borlée  | 3.02,87                                      | Prag, Tjeckien                               | 8 mars 2015                                  |

## Program
Alla tider är lokal tid (UTC+03:00).
| Datum       | Tid   | Omgång |
| ----------- | ----- | ------ |
| 5 mars 2023 | 19:10 | Final  |

## Final
Finalen startade klockan 19:25.
| Placering | Bana | Nation         | Idrottare                                                            | Tid     | Noteringar |
| --------- | ---- | -------------- | -------------------------------------------------------------------- | ------- | ---------- |
| 1         | 6    | Belgien        | Dylan Borlée, Alexander Doom, Kévin Borlée, Julien Watrin            | 3.05,83 | 0EB0       |
| 2         | 2    | Frankrike      | Gilles Biron, Téo Andant, Victor Coroller, Muhammad Abdallah Kounta  | 3.06,52 | 0SB0       |
| 3         | 3    | Nederländerna  | Isayah Boers, Isaya Klein Ikkink, Ramsey Angela, Liemarvin Bonevacia | 3.06,59 | 0SB0       |
| 4         | 5    | Spanien        | Óscar Husillos, Markel Fernández, Lucas Búa, David García            | 3.06,87 | 0SB0       |
| 5         | 4    | Storbritannien | Ben Higgins, Joseph Brier, Samuel Reardon, Lewis Davey               | 3.08,61 | 0SB0       |
| 6         | 1    | Turkiet        | Oğuzhan Kaya, Berke Akçam, Kubilay Ebçü, İsmail Nezir                | 3.09,41 | 0NR0       |